# Lich (Pulsar)
Lich (PSR B1257+12 oder PSR J1300+1240) ist ein Pulsar, der sich im Sternbild Jungfrau in 2300 Lichtjahren Entfernung zur Erde befindet. Er wird von mindestens drei Planeten umkreist. Die Exoplaneten dieses Neutronensterns waren die ersten Planeten, die außerhalb des Sonnensystems entdeckt wurden.

## Namensherkunft
Der Pulsar wurde von der IAU am 15. Dezember 2015 nach einem öffentlich ausgeschriebenen Wettbewerb zur Benennung von Exoplaneten und deren Zentralsternen benannt. Der Name Lich wurde vom Planetarium Südtirol vorgeschlagen und verwendet die Bezeichnung Lich für eine fiktionale untote Figur. Die Bezeichnung bezieht sich darauf, dass es sich bei diesem Pulsar um einen toten, aber immer noch aktiven Sternkern handelt. Lichs Planeten besitzen ebenfalls Namen für Geister, Zombies oder untote Kreaturen.

## Daten des Pulsars
Der Pulsar Lich wurde im Jahr 1990 vom polnischen Astronomen Aleksander Wolszczan entdeckt und damals erst als „PSR B1257+12“ bezeichnet. Die Rotationsperiode des Pulsars beträgt 6,219 Millisekunden, seine Masse wird mit 1,4 Sonnenmassen angegeben und er befindet sich in etwa 710 Parsec (2300 Lichtjahre) Entfernung von der Erde.

## Orbitale Objekte
Die Pulse des Neutronensterns kamen mit regelmäßigen Verzögerungen an, welche die Wissenschaftler Wolszczan und Frail darauf hinwiesen, dass er von zwei Trabanten begleitet wird, welche diese Variationen verursachen. Alles in allem wurden dann drei Trabanten – Draugr, Poltergeist und Phobetor – zuverlässig entdeckt. Vorübergehend wurden noch unerklärte Schwankungen als mögliche Folge eines vierten Begleiters mit maximal 20 % der Masse des Pluto interpretiert; 
weitere Messungen schlossen diese Interpretation jedoch eindeutig aus.

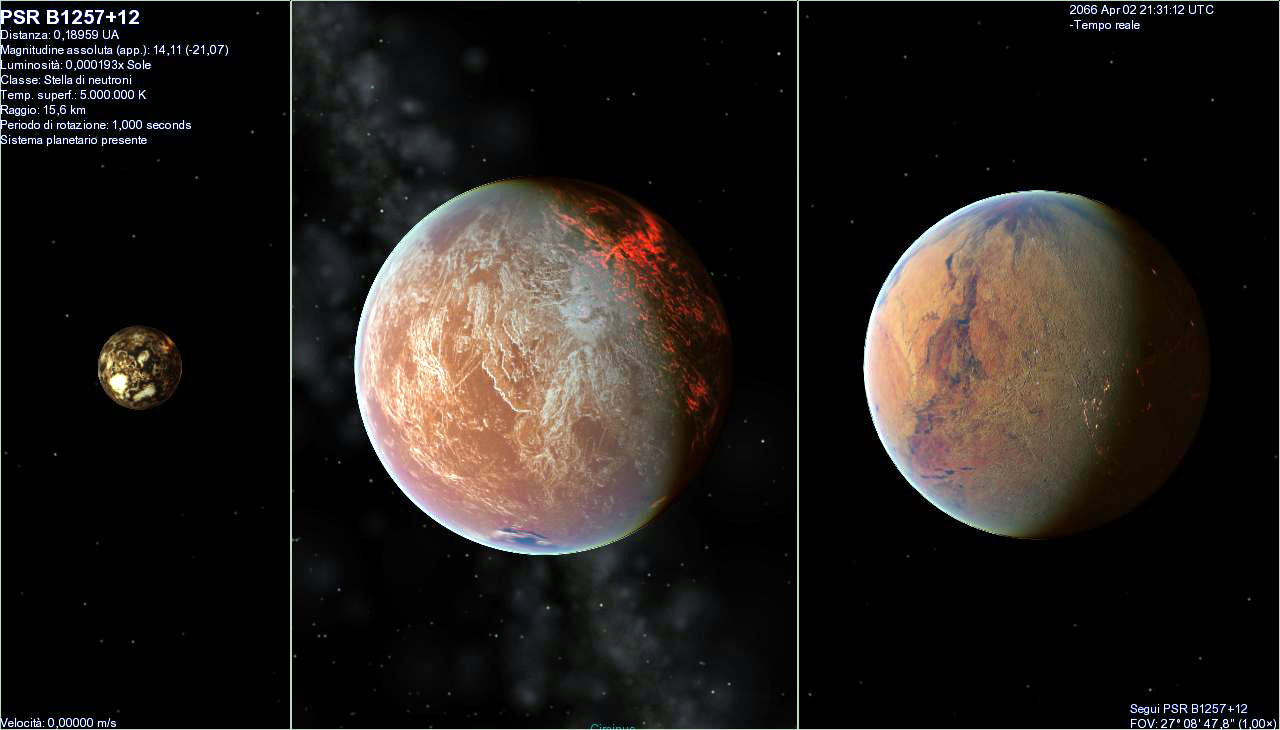
Eine simulierte Darstellung des Planetensystems von Lich

| Objekt        | Name        | Entdeckt | Masse (Erdmassen) | Große Halbachse der Bahn (AE) | Umlaufzeit (Tage) | Exzentrizität | Bahnneigung (Grad) |
| ------------- | ----------- | -------- | ----------------- | ----------------------------- | ----------------- | ------------- | ------------------ |
| PSR B1257+12b | Draugr      | 1994     | 0,022             | 0,19                          | 25,262            | 0             | -                  |
| PSR B1257+12c | Poltergeist | 1992     | 4,13              | 0,36                          | 66,5419           | 0,0186        | 53                 |
| PSR B1257+12d | Phobetor    | 1992     | 3,82              | 0,46                          | 98,2114           | 0,0252        | 47                 |